# Wallisblok
Het Wallisblok is een woonblok in de Rotterdamse wijk Spangen. Het woonblok is gebouwd rond 1930 en bevatte origineel 75 relatief kleine woningen in vier woonlagen inclusief kap. Het blok is gelegen aan de Schie. Na renovatie zijn dit 40 woningen van voornamelijk 100 en 200 m² geworden.
Tot 2005 had het gebied rond het Wallisblok te kampen met drugsoverlast, huiseigenaren van verdacht allooi en vervuiling. Door middel van financiële steun (2003-2008) wilde de gemeente Rotterdam de verloedering keren. Daarbij kwam dat het Wallisblok architectonisch interessant is. Daarom werd alles op alles gezet om dit blok in eigendom te krijgen van het gemeentelijke ontwikkelingsbedrijf (OBR). In de loop van 2004 was 80% van de woningen al in handen, de resterende particuliere woningen bevonden zich verspreid door het hele blok en werden via aanschrijving met subsidie voor particuliere woningverbetering aangepakt.
In september 2005 startten de sloopwerkzaamheden van het blok, gevolgd door de bouw in maart 2006. Datzelfde jaar vonden de eerste opleveringen plaats. De laatste woningen zijn in het voorjaar van 2007 opgeleverd.
De woningen werden zogenaamd gratis weggegeven aan nieuwe bewoners onder de voorwaarde dat deze nieuwe bewoners een Vereniging van Eigenaars (VvE) vormden die als opdrachtgever en financier kon fungeren voor het verdere opknapwerk. Deze VvE moest ingrijpende werkzaamheden laten uitvoeren, zoals betere, brandwerende muren, nieuw gevelwerk, een nieuw dak en centrale verwarming. De woningen waren dus zogenaamde kluswoningen. De gemeente hoopte op deze wijze een ander type bewoners aan te trekken zodat de wijk Spangen sociaal en cultureel op een hoger niveau zou komen (gentrificatie).
In december 2006 won het Wallisblok de Job Dura Prijs van de stichting Job Dura Fonds. De jury prees de wijze waarop het project heeft bijgedragen aan de omslag in de wijk Spangen. Deze tweejaarlijkse prijs voor architectuur, stedenbouw en maatschappij stond toen in het teken van 'veilige ruimte'.